# Nokia 2330 classic
Nokia 2330 classic — стільниковий телефон фірми Nokia, оголошений у листопаді 2008 року. Телефон вийшов на ринок у червні 2009 року.

## Характеристики
Розмір телефону — 107×46×13.8 мм, вага — 90 грам. На лівій стороні знаходиться 2,5 мм роз'єм для навушників, поряд — роз'єм зарядного пристрою. Вони прикриті пластиковою заглушкою. На задній стороні знаходиться об'єктив камери. Вбудована камера дозволяє робити знімки з роздільною здатністю 640×480, 320×240 або 160×120 пікселів (висока, середня або низька якість). У меню камери можна ввімкнути нічний режим зйомки, а також таймер та серійну зйомку. Можна знімати відео з роздільною здатністю 128х96 пікселів. Тривалість відео можна обмежити, тоді вона складатиме близько 10 секунд, або не обмежуватиме, тоді тривалість залежатиме лише від обсягу вільної пам'яті.
У цій моделі застосовується стандартний для недорогих телефонів від Nokia дисплей TFT, який відображає до 65000 кольорів і має роздільну здатність 128х160 пікселів (3442 мм, 1,8 дюйма). На екрані міститься до 7 рядків тексту та до трьох службових рядків. У телефоні немає слотів для карт пам'яті, є тільки вбудована пам'ять на 11 Мб.
У телефоні використовується літій-іонний акумулятор BL-5C ємністю 1020 мАг. За заявою виробника, він здатний забезпечити до 4.5 годин роботи у режимі розмови та до 540 годин у режимі очікування.
Телефон працює в діапазонах EGSM 900/1800,GSM 850/1900, підтримує GPRS/EDGE. Комунікаційні можливості представлені Bluetooth версії 2.0. Також телефон підтримує Java MIDP 2.0, Java-додатки, а також 3 гри: Galaxy Balls (варіація на тему тетрісу), Snake EX2 («змійка») та Sudoku. Також присутнє FM-радіо, підключення до інтернету через GPRS та інші можливості.